# The Last Blade
The Last Blade (幕末浪漫 月華の剣士?, Bakumatsu Roman: Gekka no Kenshi) è un videogioco arcade sviluppato e pubblicato nel 1997 da SNK per Neo Geo. È il primo titolo dell'omonima dilogia di picchiaduro a incontri bidimensionali. Venne convertito sia per Neo Geo CD che per PlayStation.
Ambientato in Giappone nella ultima parte dell'era Tokugawa (più precisamente il periodo bakumatsu, situato cronologicamente attorno alla metà del XIX secolo) vede come protagonisti samurai, ninja ed esperti di arti marziali e armi esotiche.

## Trama
Fin dall'antichità, esistono due mondi: Utsuso, il mondo dei vivi, e Tokoyo, la terra dei morti. I Quattro Dei custodiscono la Porta dell'Inferno, il confine tra questi due mondi. Il Drago Azzurro dell'Est (Benevolenza), la Tigre Bianca dell'Ovest (Rettitudine), l'Uccello Vermiglio del Sud e la Tartaruga Nera del Nord (Proprietà): hanno svolto i loro compiti nell'ombra della storia umana. Il tempo passa e giunge la fine del periodo Edo. Al termine del lungo periodo di pace sotto lo shogunato Tokugawa, i samurai hanno perso il loro potere e, in mezzo alla pace, la gente avverte i presagi di un nuovo caos. Improvvisi disordini, disastri naturali senza precedenti e voci sulla "resurrezione del demone". Mentre molti si disperano, c'è chi rimane forte e continua ad affrontare il caos. Alcuni cercano di scoprire la vera causa dei disordini, alcuni diventano inconsapevolmente figure centrali nella sua causa, alcuni colgono l'opportunità di perseguire le proprie ambizioni e alcuni sono attratti dalla "resurrezione del demone". Con ognuno di loro che mantiene la propria agenda, inizia la battaglia tra coloro che sono guidati dal destino.

## Modalità di gioco
The Last Blade annovera una grande cura nella realizzazione di fondali e personaggi bidimensionali, con un'estetica meno fantastica rispetto a Samurai Shodown, titolo simile di SNK. I personaggi giocabili sono dodici e sono selezionabili in due diverse modalità, "Speed" e "Power": la prima garantisce una maggiore velocità degli attacchi a discapito della loro potenza mentre la seconda è più improntata al massimo danno, sacrificando la velocità dei colpi. Durante i combattimenti ogni personaggio può effettuare super and desperation moves, attacchi più forti del normale effettuabili previo il riempimento di un'apposita barra (o se la barra della vita del personaggio è rossa per le desperation moves). Inoltre, il titolo introduce la possibilità di effettuare delle counters, mosse che bloccano i colpi degli avversari e li lasciano senza difese per un breve lasso di tempo.

## Personaggi principali
- Kaede – È considerato il protagonista della serie. Era il figlio di un guerriero di nome Gaisei, un maestro di spada che lo allenò con altri due orfani, Moriya Minakata e Yuki. Crescendo, divenne un abile spadaccino e un potente guerriero. Un giorno, all'età di dodici anni, lui e Yuki tornarono da una commissione e trovarono il loro maestro ucciso e Moriya in piedi sul suo cadavere. Infuriato, Kaede lo aggredì fisicamente per la (presunta) uccisione del loro maestro. Moriya resistette all'attacco e se ne andò in silenzio. Poco dopo, Kaede e Yuki lasciano la loro casa adottiva per vendicare la morte del loro maestro e affrontare l'assassino. Dopo cinque anni di ricerca, Kaede è ancora alla ricerca di Moriya. Alla fine scopre che il vero assassino del suo maestro era uno dei quattro guardiani dell'inferno, Shinnosuke Kagami. Lo affronta, ma l'abilità superiore del guardiano lo sopraffà rapidamente. Tuttavia, si scopre che Kaede possiede il potere del leggendario drago Seiryū, che gli conferisce poteri aggiuntivi trasformandone vari aspetti fisici. Con la sua trasformazione in "Kaede risvegliato" (覚醒楓, Kakusei Kaede), sconfigge Kagami. Dopo aver affinato le sue abilità e imparato a controllare meglio il potere del Seiryū, Kaede e Yuki partono per incontrare il Genbu no Okina per ottenere maggiori informazioni. Al loro arrivo, scoprono che il "Rito del Sigillo" deve essere eseguito, poiché un grande male minaccia il mondo. Questo rito deve essere eseguito da una fanciulla speciale, ma un guerriero chiamato "Messaggero da Lontano" cerca di assassinarla e impedirglielo. Kaede si propone di proteggere la fanciulla e di permetterle di portare a termine la sua missione.
- Moriya Minakata – È un giovane spadaccino in addestramento sotto la guida di un leggendario maestro di nome Gaisei. Sotto la sua tutela, insieme a Kaede e Yuki, divenne un grande spadaccino. Per molti anni vissero felici insieme, imparando il bushidō. Un giorno scoprì il suo maestro morto e l'assassino era introvabile. Kaede lo vide sopra il corpo e cercò di ucciderlo, convinto che avesse ucciso Gaisei. Detto questo, Moriya si diede alla fuga. Non solo desiderava evitare questo scontro, ma cercava anche l'uomo di nome Shinnosuke Kagami (il vero assassino) per riabilitare la sua reputazione. Tuttavia, dopo oltre cinque anni di ricerche, Moriya non ha ancora trovato Kagami, che viene sconfitto da Kaede. Dopo aver fallito nel tentativo di vendicarsi di Kagami, Moriya si ritira nella natura selvaggia per migliorare le sue abilità e tecniche. Durante questo periodo, sentì dentro di sé il bisogno di "tornare" al portale noto come "Porta dell'Inferno". Interrompendo l'addestramento, viaggia alla ricerca della verità.
- Yuki – È figlia di una famiglia straniera che gestiva il commercio navale; sfortunatamente, la sua famiglia morì in un incidente navale. In seguito viene adottata da Gaisei, che la addestra insieme ad altre due studenti: Moriya Minakata e Kaede. A differenza dei suoi compagni, impugna la naginata invece della katana. Inoltre, nutre segretamente dei sentimenti per Moriya durante il suo addestramento. L'anno in cui compie 13 anni, torna con Kaede e trova il loro insegnante morto e Moriya in piedi sopra il corpo. Mortificata, osserva Kaede attaccare Moriya. Moriya si congeda silenziosamente poco dopo. Lei e Kaede intraprendono quindi un viaggio di cinque anni, scoprendo infine la verità: un potente spadaccino di nome Shinnosuke Kagami era colui che aveva assassinato il loro maestro. Aiuta Kaede a sconfiggere Kagami, vendicando la morte del loro maestro e riabilitando il nome di Moriya.
- Keiichirō Washizuka – È un immaginario capo unità della vera Shinsengumi, un gruppo simile alla polizia durante l'era Bakumatsu. Crede fermamente nel ripristino dell'ordine in Giappone e nelle antiche tecniche di combattimento con la spada dei samurai. Come tale, ha una personalità molto seria. È estremamente leale alla sua unità Shinsengumi ed è amico di Kojiroh Sanada. È l'unico nell'unità a sapere che "Kojiroh" è in realtà la sorella di Kojiroh, Kaori.
- Shikyō – È un ex membro della Shinsengumi, un'organizzazione che aveva lo scopo di proteggere i deboli. Tuttavia, Shikyō si unì solo per uccidere innocenti. Quando i suoi superiori e compagni lo scoprirono, decisero di punirlo, ma lui fuggì prima che potessero intervenire. Quando scoprì l'apertura della "Porta dell'Inferno", pensò che fosse l'occasione perfetta per continuare la sua furia omicida e partì alla ricerca di altre prede. Dopo la sua morte, Shikyō fu rianimato sotto forma di uno zombie di nome Mukuro (骸; "cadavere"). Con il suo amore per l'omicidio ancora fresco nella mente, insieme ai suoi pochi ricordi e al suo stile di combattimento, Mukuro vaga per il mondo nella sua forma di non morto, continuando a uccidere innocenti.
- Lee Rekka – Proviene dalla Cina della dinastia Qing, dove apprese un'arte marziale che permetteva di controllare il fuoco e prevedeva l'uso di ventagli e calci potenti. Un giorno, vide una "stella rossa" (l'apertura della "Porta dell'Inferno"). Sapendo che era un segno di grande malvagità, partì dalla sua terra natale, la Cina, per fermare il male prima che si diffondesse in tutto il mondo. Dopo la chiusura della Porta, rimase in Giappone. Continuò a studiare e migliorare le sue abilità nelle arti marziali, guadagnandosi da vivere modestamente in una fattoria vicina. Quando percepì la riapertura della Porta dell'Inferno, interruppe l'allenamento per indagare ancora una volta.
- Zantetsu – È uno degli ultimi dei numerosi clan ninja che vagano per l'antico Giappone. A causa del declino della popolazione ninja, la gente comune giapponese inizia a considerare il titolo di "ninja" come qualcosa di cui disprezzare. Determinato a dimostrare la superiorità del suo popolo, sfida ripetutamente i guerrieri per dimostrare la sua forza. Quando sente dell'apertura di un portale chiamato "Porta dell'Inferno", si propone di sconfiggere i nemici al suo interno per dimostrare la sua forza. È fortemente insinuato che sia l'antenato di Eiji Kisaragi della serie di Art of Fighting.
- Akari Ichijō – È una ragazza di 14 anni. Nata e cresciuta a Tokyo, ha lottato costantemente contro le malattie da sola finché non ha finalmente capito la sua vera vocazione: il teletrasporto. Quando sua sorella maggiore Hikari è morta di malattia, Akari è diventata molto agitata. In quel momento, il padre l'ha chiamata. Si è seduta irrequieta davanti al padre dal volto cupo, che stava per farle una lezione sulla Porta dell'Inferno. Akari ha scoperto che la Porta dell'Inferno stava di nuovo causando problemi ed è volata fuori dalla stanza, decisa a trovare da sola la cura perfetta per la malattia di sua sorella: sigillare la Porta dell'Inferno. Suo padre l'ha accusata di non aver ascoltato quello che diceva, ma lei se n'era già andata.
- Jūzō Kanzaki – È caratterizzato come un personaggio di tipo "potente" nel gameplay. Lui è il fratello adottivo di Akari Ichijō. Nonostante ciò, lui e la sua famiglia adottiva sono molto uniti. A casa, è generalmente uno spirito libero e un po' pigro. Durante questo periodo, ha imparato a usare una mazza con la sua forza bruta (a quanto pare per passare il tempo). Mentre era solito oziare in casa con poco a cui pensare, è stato messo fuori combattimento e rapito da Akari, che lo ha "persuaso" ad accompagnarla in un viaggio alla scoperta del punto di riferimento noto come "Porta dell'Inferno". Dopo la loro avventura, la sorella Hikari si ammala e i due si preoccupano molto per la sua salute. Un giorno, mentre Jūzō fa visita a Hikari, lei rivela che la sorella Akari è fuggita di nuovo alla "Porta dell'Inferno" per trovare una cura per la sua maledizione. Per placare le loro paure, Jūzō la insegue nella sua ricerca.
- Okina no Genbu – È un guardiano del portale demoniaco noto come "Porta dell'Inferno". Per anni, lui e gli altri tre guardiani ne hanno sorvegliato la chiusura. Per molti anni visse in pace e Okina si rassegnò alla pesca e alla vita compiacente di un eremita. Dopo cinque anni di vita libera, fu trovato da Kaede, che desiderava allenarsi con lui per migliorare la propria abilità con la spada. Okina insegnò al giovane tutto ciò che sapeva e Kaede se ne andò dopo che lui ebbe migliorato le sue abilità. Percependo la partenza del ragazzo e la sua richiesta di addestramento come un segno di guai, Okina lo seguì a distanza. Nonostante Kaede impedisse l'apertura della Porta, questa non era ancora stata sigillata correttamente. Essendo il guardiano più anziano, Okina ne era consapevole e sapeva che per sigillare correttamente il portale, la leggendaria "Fanciulla Sigillatrice" avrebbe dovuto eseguire il rituale. Scoprì anche che si vociferava che un assassino chiamato "Messaggero da Lontano" stesse inseguendo la fanciulla. Determinato a svolgere il suo ruolo di guardiano, Okina partì per un viaggio.
- Shigen Naoe – Un altro guardiano del portale demoniaco noto come "Porta dell'Inferno". Prima degli eventi del primo gioco, viene magicamente rinchiuso in un'enorme pietra per dieci anni da un amico che lo percepisce come una minaccia. Alla fine riesce a fuggire, ma offuscato dalla rabbia e dalla collera, non riesce a pensare ad altro che a vendicarsi del suo rapitore.
- Hyō Amano – È caratterizzato da manierismi stravaganti e da una personalità esuberante. Utilizza l'elemento fuoco in alcuni dei suoi attacchi, così come tecniche speciali che coinvolgono i petali di ciliegio. Essendo un individuo spensierato e amante del divertimento, Hyo nutre un forte amore per il sakè, le donne e il brivido del combattimento. Quando scopre che i petali dei bellissimi ciliegi cadono dai rami, entra nel panico e decide di andare a sconfiggere gli avversari per risolvere il "problema". Alla fine, scopre che è stato solo il cambio di stagione a causare la caduta dei petali dagli alberi. Dopo aver appreso la causa della caduta dei petali dei vari alberi di ciliegio, Hyo è devastato nello scoprire che il cielo sta diventando di un terribile colore grigio a causa della riapertura della "Porta dell'Inferno". Estrae la spada, ma la trova stranamente smussata e fragile. Per ripararla, decide di chiedere al suo amico Takane Genzō, un maestro spadaio, di ripararla. Tuttavia, il suo amico è morto. Amano scopre di avere una figlia, Hibiki Takane, che ha da poco lasciato la casa. Preoccupato per la sua spada e per Hibiki, parte alla sua ricerca. Il finale di Hyō in entrambi i giochi è interessante in quanto il giocatore deve scegliere una delle due (o tre nel primo gioco) opzioni, ognuna delle quali determina un comportamento diverso per Hyō.

### Esclusivi della versione PS
- Kojirō Sanada – Un ex capitano della Shinsengumi dell'immaginaria Unità Zero, che indagava sulle forze demoniache in Giappone, seguendo il concetto di bushidō. Gli fu ordinato di indagare sulla "Porta dell'Inferno" e di eliminare il membro esiliato, Shikyō.
- "Akari" Ichijō – Una nuova versione di Akari, che in realtà è un tanuki travestito.
- Deku no Shigen – Una bambola creata per replicare le azioni di Shigen. È stata creata inconsciamente dal vero Shigen, che è ancora sigillato.

### Boss
- Musashi Akatsuki (sotto boss) – È uno spadaccino leggendario che un tempo viaggiò per le campagne, affinando le sue abilità e sfidando degni avversari lungo il cammino. Durante una delle sue battaglie fu ucciso da un altro spadaccino. Quando Shinnosuke Kagami inizia il suo piano per aprire le Porte dell'Inferno e instaurare un nuovo ordine mondiale, resuscita Musashi per portare avanti i suoi piani e uccidere persone innocenti. Con disappunto di entrambi, durante uno dei suoi viaggi, Musashi fu sconfitto. Onorevole come lo era stato in vita, saluta il suo avversario, prima di dissolversi in un raggio di luce. Sebbene sia un personaggio giocabile nel primo gioco (sbloccato tramite un codice), non è ammesso nelle partite. Ha un'animazione accovacciata (cosa insolita per alcuni boss nei picchiaduro SNK). Il suo personaggio è basato sullo storico Miyamoto Musashi.
- Shinnosuke Kagami (boss finale) – È uno dei guardiani della "Porta dell'Inferno", un portale che permette ai demoni e all'energia maligna di infiltrarsi nel piano mortale che gli umani chiamano Terra. Dopo aver riflettuto sulla sua posizione e aver scoperto (o almeno così credeva) che gli umani che proteggeva erano deboli e inferiori a lui, decide di rimuovere il sigillo dal portale. Oltre a ciò, si lancia in una terribile serie di omicidi, uccidendo vari guerrieri tra cui Gaisei. Dopo cinque anni di azioni preparatorie per rimuovere il sigillo dal portale, tra cui l'imprigionamento del suo compagno guardiano, Shigen Naoe, Shinnosuke viene finalmente trovato da Kaede, che possiede il potere latente del Seiryū. Kaede lo sconfigge; umiliato dalla sconfitta, Shinnosuke viene gettato nelle profondità della Porta dell'Inferno come punizione eterna. Tuttavia, si reincarna presto in una nuova forma per adempiere al suo ruolo di guardiano, mentre il portale viene aperto da un'altra forza. Shinnosuke si propone di compiere il suo destino e di cercare l'espiazione.

## Accoglienza
In Giappone, la rivista Game Machine elencò The Last Blade nel numero del 1º gennaio 1998 come l'unità arcade di maggior successo del mese. Fin dalla sua uscita, il titolo ha ricevuto recensioni positive da parte della critica e dei recensori.
Secondo Famitsū, la versione Neo Geo CD ha venduto oltre 22735 copie nella sua prima settimana sul mercato.